# Moulin des Tours de Barbaste
Le moulin de Barbaste ou moulin Henri IV, est situé sur le territoire de la commune de Nérac (Lot-et-Garonne).

## Localisation
Le moulin de Barbaste est situé sur la rive droite de la Gélise, à mille mètres de son confluent avec la Baïse, sur le territoire de la commune de Nérac, dans le Lot-et-Garonne, en Nouvelle-Aquitaine. Une partie des installations du barrage se trouve sur la commune de Barbaste. 

## Historique

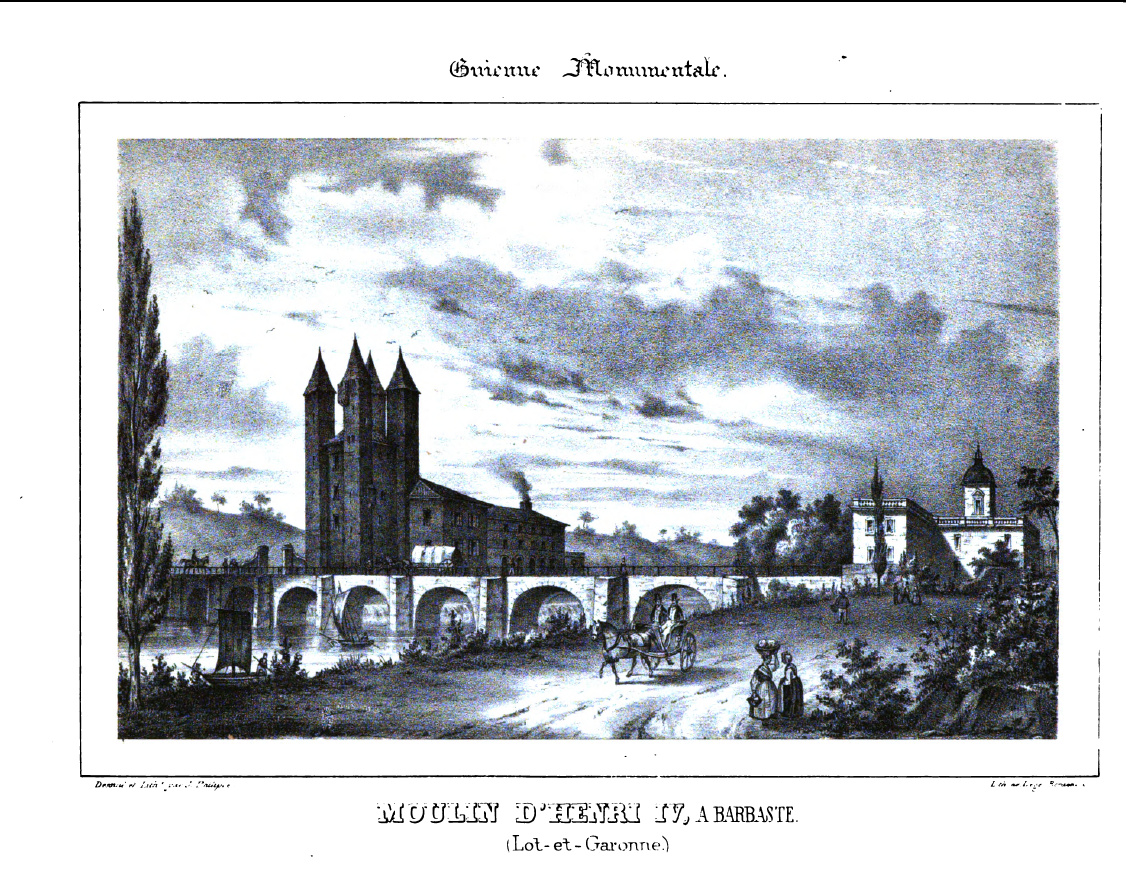
Le moulin en 1842.

Le moulin de Barbaste est un exemple de construction de moulins à blé dans le sud-ouest de la France, à la fin du XIIIe. 
Par un acte daté de 1306, Amanieu VII d'Albret a acquis tous les droits que possédait l'abbé de Condom sur le territoire et le château de Nérac. 
Dans la recherche de la date de construction du moulin, la découverte de manuscrits dans des volumes de la collection Dupuy à la Bibliothèque nationale a permis de la préciser.
Dans l'Inventaire des titres de la maison d'Albret se trouvant à la bibliothèque nationale de France, on trouve des actes :
- contrat de vendition de deux parts du moulin de Barbaste, faite à Amanieu, sire d'Albret, par Guillem de Lavardac, le 11 octobre 1308,
- vendition de la tierce partie dudit moulin, pour la somme de 2 500 livres tournois, faite audit d'Albret par Guillem-Arnaud de Bordes, en mars 1309,
- prix-fait du moulin.

Les actes originaux ont disparu, les inventaires n'ont conservé que les cotes.
De ces documents on peut déduire que le moulin a été construit par les familles de Lavardac et de Bordes à la fin du XIIIe siècle.
Le 18 décembre 1571, noble Carbon de Faulong est nommé intendant des chasses du roi de Navarre dans toute l'étendue de ses domaines de l'Albret avec le titre de commandant pour le Roi des Tours de Barbaste. Il en est encore commandant en 1588. Au plus fort des guerres de religion, les tours ont plus servi de château que de moulin.
Henri de Navarre passait par les tours de Barbaste quand il allait de son château de Nérac à son parc de chasse de Durance. Il s'intitulait lou moulié de Barbasto. 
En août 1579, Henri de Navarre donna ordre d'employer 500 livres pour réparation des escluses et mollins de Barbaste et de Vyanne.
Pierre de Castillon a reçu paiement de travaux de charpenterie en 1606.
En 1621, le moulin est occupé par des protestants. Il est assiégé et pris par les capitaines de Saintrailles et de Flammarens, lieutenants du duc de Mayenne.
En janvier 1653, l'armée des Frondeurs s'en est emparé par surprise.
Le moulin a appartenu en propre à la maison d'Albret puis au roi de France jusqu'à l'aliénation du duché d'Albret par Louis XIII. Le 2 mai 1641 l'Albret et le moulin sont d'abord engagés au prince de Condé. Puis le 20 mars 1651, l'Albret et le moulin sont cédés définitivement au duc de Bouillon contre la principauté de Sedan et de Raucourt. Ils sont restés la propriété des ducs de Bouillon jusqu'à la Révolution.
À la Révolution, le dernier duc de Bouillon n'ayant pas émigré, ce motif n'a pas pu servir pour la saisie de ses biens. Aussi la Convention décréta le 8 floréal an II que l'échange de 1651 entre le Roi et le duc de Bouillon était nul. Le duc de Bouillon n'ayant pas été réintégré dans ses anciennes possessions, le Conseil des Anciens réintégra le duc de Bouillon dans ses possessions en Albret, le 7 nivôse an V. Le Directoire cassa cet arrêt le 9 fructidor an VI pour les réintégrer dans le domaine national. Le premier consul cassa cet arrêt le 1er germinal an VIII et rendit ses possessions en Albret au duc de Bouillon. Mais celui-ci étant mort et ses héritiers ayant émigré, un arrêté du 20 frimaire an XI a confisqué tous les biens du duché d'Albret pour la troisième fois. Le décret impérial du 3 janvier 1807 les a réunies définitivement au domaine de l'État.
Le moulin de Barbaste est alors mis en vente. Mis aux enchères, il est attribué le 16 juin 1810 au sieur Imbert, pour 34 800 francs. Mais comme il agit pour un autre, il passa au sieur Jean-Joseph Ader aîné, négociant, qui l'a gardé jusqu'en 1821.
En 1848, il est vendu 150 000 francs à M. Bransoulié qui a transformé tout l'outillage et l'a perfectionné. Il l'a revendu en 1864 avec un magasin pour la somme de 280 000 francs à la société en formation des Moulins d'Henri IV. Le capital de cette société a été porté à 1 200 000 francs et la société a prospéré en obtenant de nombreux prix aux expositions. Mais après le départ de son directeur, elle a décliné jusqu'à sa liquidation le 4 décembre 1880. Le moulin est alors racheté par M. Conches, banquier à Nérac, pour 36 000 francs, qui le revend le 22 avril 1885 à MM. Duprat et Ducasse pour 42 500 francs.
Le moulin de Barbaste a été classé au titre des monuments historiques en 1889,.
Un incendie le touche en 1907, un autre détruit les parties hautes en 1937, qui ont été restaurées en 1947. En 1988, les communes de Barbaste, Lavardac et Nérac en deviennent propriétaires, la commune de Vianne rejoignant ce groupe en 1996.

## Description
Le moulin se trouve à l'extrémité nord-ouest de la commune de Nérac, au contact des communes de Lavardac et Barbaste. Il a permis de contrôler les passages sur le pont de Barbaste qui se situe à 20 m en aval de la plus haute tour du moulin. Ce pont existait déjà en 1259 car il est cité dans l'hommage Ysarn de Sainte-Marise au comte de Toulouse pour toutes les terres qu'il possédait en Agenais.
Le moulin a un aspect sévère. Le corps central a un plan carré. Il est cantonné de quatre tours également de plan carré.
Le moulin se compose de six étages au-dessus de l'étage des roues du moulin.
Hauteur des tours : 29 m (pour la plus haute), 26 m et 27 m pour les autres.